# Давилка 3: Возрождение
«Давилка 3: Возрождение» (англ. The Mangler Reborn) — американский художественный фильм режиссера Мэтта Каннингэма и Эрика Гарднера 2005 года.

## Сюжет
Инженер Хэдли одержимый мыслями про машину убийцу из старой прачечной планирует воплотить в жизнь свою задумку. Позднее он умудрился её заново воссоздать у себя в домашних условиях. Для полноценной работы этого устройства конечно же необходимы кровь и человеческие жертвы. Хэдли принесёт бешеное количество жертв ради того, чтобы демон в машине ожил…

## В ролях
- Weston Blakesley — Хэдли
- Айми Брукс[en] — Джейми
- Реджи Бэннистер — Рик
- Скотт Спейсер — Майк
- Джулиана Девер[en] — Луиза Вотсон
- Сара Лилли — Беатрис Вотсон
- Рене Дориан — Гвен
- Ретт Джилз —  Шон
- Джефф Барр[en] — газонокосильщик